# Birhanu Bogale
Birhanu Bogale (27 febbraio 1986) è un calciatore etiope, ala del Dedebit.

## Carriera

### Club
Ha sempre giocato nel campionato etiope.

### Nazionale
Ha partecipato alla Coppa d'Africa del 2013.